# 沼津市立沢田小学校
沼津市立沢田小学校（ぬまづしりつ さわだしょうがっこう）は、静岡県沼津市中沢田字円丸にある公立小学校。

## 沿革
- 1979年（昭和54年）
  - 4月1日 - 「沼津市立金岡小学校」から独立し、市内23番目の小学校「沼津市立沢田小学校」として発足[1]。
  - 5月1日 - 校章制定[1]。
- 1982年（昭和57年）1月30日 - 屋内運動場竣工[1]。
- 1988年（昭和63年）11月12日 - 開校10周年記念式典[1]。
- 1998年（平成10年） - 開校20周年記念式典[1]。

## 避難所
東沢田、中沢田、西沢田、西沢田緑ヶ丘、大林、新沢田町、ウィスティリア沢田、長塚町、駿河台の避難所として指定されている。

## 関連事項
- 静岡県小学校一覧